# Rodina planetek
Rodina planetek je skupina planetek v pásu planetek, které mají přibližně stejnou vzdálenost od Slunce, stejný sklon dráhy, výstřednost i oběžnou dobu. Vykazují také podobné vlastnosti, stejná spektra.
Planetky v rodině vznikly z jednoho velkého mateřského tělesa, které se srazilo s tělesem menším. Tím se liší od dynamických skupin planetek, které byly uspořádány do skupiny gravitačním působením bez společného původu. Některé rodiny mají i desítky planetek. Prvních pět rodin objevil japonský astronom Kjotsugu Hirayama, na přelomu tisíciletí bylo známo více než 40 rodin.